# Le Monde en guerre
Le Monde en guerre est le nom de la version francophone d'une série documentaire britannique consacrée à la Seconde Guerre mondiale, réalisée entre 1973-1974 par Peter Batty, Jeremy Isaacs et Hugh Ragett sous le titre The World at War pour Thames Television (ITV).

## Description
Cette série de 26 épisodes, principalement narrée par Jean Desailly (Laurence Olivier dans la version originale anglaise), présente un montage de films d'archives sur la montée des totalitarismes en Allemagne et au Japon dans les années 1930, ainsi que les différents théâtres d'opération du deuxième conflit mondial en Europe, Afrique et Asie.
Ces documents filmés étant entrecoupés de temps à autre d'interviews des acteurs politiques et militaires de l'époque telle que : Albert Speer, Karl Dönitz, Walter Warlimont, James Stewart, Bill Mauldin, W. Averell Harriman, Curtis LeMay, Lord Mountbatten of Burma, Alger Hiss, Toshikazu Kase, Mitsuo Fuchida, Minoru Genda, J. B. Priestley, Brian Horrocks, John J. McCloy, Lawrence Durrell, Arthur Harris, Charles Sweeney, Paul Tibbets, Anthony Eden, Traudl Junge, Mark Clark, Adolf Galland, Hasso von Manteuffel, le prince Bernhard des Pays-Bas et l'historien Stephen Ambrose.
La bande originale a été composée par Carl Davis.
En 2000, à la suite d'un sondage organisé par le British Film Institute (BFI), cette série a été classée au 19e rang des 100 meilleurs programmes de la télévision britannique.

## Épisodes
1. Une nouvelle Allemagne : 1933-1939
2. Sur un fond de guerre : Septembre 1939 - Mai 1940
3. La Chute de la France : Mai - Juin 1940
4. Seule : Mai 1940 - Mai 1941
5. Barbarossa : Juin - Décembre 1941
6. Les Conquêtes Nippones "Banzaï" : Japon 1931-1942
7. En route - USA : 1939-1942
8. La Guerre du Désert : Afrique du Nord : 1940-1943
9. Stalingrad : Juin 1942 / Février 1943
10. La Meute des loups : U-Boats dans l’Atlantique : 1939-1944
11. Étoile Rouge : L’Union soviétique 1941-1943
12. L'Orage en flamme : Bombardements sur l’Allemagne
13. Plus dur que l’on pense : Italie 1942 - Juin 1944
14. Demain il fera plus clair : Birmanie 1942-1944
15. La Guerre des civils : Angleterre : 1940-1944
16. La Vie dans le Reich - Allemagne : 1940-1944
17. Une certaine aube : juin-août 1944
18. L'Occupation : 1940-1944
19. L'Étau : août 1944 / mars 1945
20. Génocide : 1941 - 1945
21. À chacun son destin : février-mai 1945
22. Le Japon - 1941-1945
23. La Bataille du Pacifique, février 1942-juillet 1945
24. La Bombe, février-septembre 1945
25. Règlements de compte : 1945 et après
26. Souvenons-nous
27. La secrétaire de Hitler
28. Qui a gagné la seconde guerre mondiale?
29. Les guerriers
30. L'Allemagne de Hitler / Communauté Populaire 1933 - 1939
31. L'Allemagne de Hitler / La guerre totale 1939 - 1945
32. Les 2 morts de Adolf Hitler / 1933 - 1939
33. La solution finale / Auschwitz Partie 1
34. La solution finale / Auschwitz Partie 2